# Павль Дільс
Павль Дільс (нім. Paul Diels; 28 грудня 1882, Берлін — 19 лютого 1963, Мюнхен) — німецький славіст і германіст. Член Баварської АН, Югославської АН та мистецтва. Був професором Празького, Бреславського (нині Вроцлавського) та Мюнхенського університетів.

## Біографія
В 1945 керував славістичним відділом Мюнхенського університету. Автор граматики церковнослов'янської мови, праць з історії західних і південнослов'янських мов, зі слов'янської палеографії, загальних нарисів про слов'ян. Досліджував поетику українських дум. Праці з порівняльної граматики слов'янських мов та порівняльної граматики слов'янської і германської мов писав з позицій молодограматизму.

## Праці
- Studien zur slavischen Betonung. 1905; -ĕ und -ę der Endungen der slavischen Deklination // Archiv für slavische Philologie. 1914. Bd. 35;
- Die Altpolnischen Predigten aus Heiligenkreuz. 1920; Die Slaven. 1920;
- Altkirchenslavische Grammatik mit einer Auswahl von Texten und einem Wörterbuch. Heidelberg, 1932—34; 1963;
- Die Duma: Das epische Volkslied der Ukraina // Mitteilungen des Schlesischen Gesellschaft für Volkskunde. 1933. Bd. 33;
- Die Duma: Das epische Lied der Kleinrussen // Там само. 1934. Bd. 34; Zur slavisch-germanischen Formenbildung. 1949.